# Retrograde (пісня Pearl Jam)
«Retrograde» (укр. Зворотний рух) — пісня американського рок-гурту Pearl Jam, четвертий сингл з альбому Gigaton (2020).

## Історія створення
«Retrograde» черговою піснею зі студійного альбому Pearl Jam Gigaton, яка присвячена проблемам охорони довкілля (після, зокрема, «Dance of the Clairvoyants» та «Quick Escape»). Вокаліст Едді Веддер співає про зміни в кліматі, «сім морів, що підіймаються», та сумнівне майбутнє. Гітарист Майк Маккріді наголошував, що «протягом 30 років Pearl Jam надзвичайно добре вдавалося говорити правду перед владою та робити попереджувальні постріли».
Пісня стала четвертим синглом з альбому Gigaton та потрапила в американські чарти на початку квітня 2020 року. В травні вийшло музичне відео, зняте режисером Джошем Вейклі. Анімований кліп показує чоловіка, який приходить до ясновидця, та бачить, як в майбутньому величезні хвилі накривають хмарочоси Мангеттену, Лондонський мост та сіетльський оглядовий майданчик Space Needle. В ролі ясновидиці знялася юна шведська кліматична активістка Грета Тунберг, а самі музиканти Pearl Jam постали у вигляді карт Таро. Через декілька тижнів вийшло «behind-the-scenes» відео, в якому розповідалось про виробництво кліпу «Retrograde». 29 травня 2020 року на офіційному YouTube-каналі Pearl Jam з'явилося відео, що демонструє процес зйомок кліпу.
Концертний дебют пісні відбувся лише через рік, 26 вересня 2021 на фестивалі в Каліфорнії. За рік гурт виконав її лише п'ять разів.

## Місця в чартах
| Хіт-парад Billboard          | Дата дебюту    | Найвища позиція | Дата найв. поз. | Тижнів в чарті |
| ---------------------------- | -------------- | --------------- | --------------- | -------------- |
| Adult Alternative Airplay    | 9 травня 2020  | 9               | 4 липня 2020    | 16             |
| Hot Rock & Alternative Songs | 11 квітня 2020 | 35              | 11 квітня 2020  | 1              |
| Hot Rock Songs               | 11 квітня 2020 | 35              | 11 квітня 2020  | 1              |
| Lyricfind Global             | 23 травня 2020 | 19              | 23 травня 2020  | 1              |
| Lyricfind U.S.               | 23 травня 2020 | 11              | 23 травня 2020  | 1              |
| Rock & Alternative Airplay   | 30 травня 2020 | 41              | 20 червня 2020  | 7              |
| Станом на 16.08.2022         |                |                 |                 |                |